# Agelaea insignis
Agelaea insignis är en tvåhjärtbladig växtart som först beskrevs av Schellenb., och fick sitt nu gällande namn av Leenh.. Agelaea insignis ingår i släktet Agelaea och familjen Connaraceae. Inga underarter finns listade i Catalogue of Life.